# Ульссон, Карин
Ка́рин Си́грид У́льссон (швед. Karin Sigrid Olsson; 23 ноября 1961, Сундсвалль) — шведская гребчиха-байдарочница, выступала за сборную Швеции в начале 1980-х годов. Участница летних Олимпийских игр в Москве, дважды бронзовая призёрша чемпионатов мира, победительница регат национального и международного значения.

## Биография
Карин Ульссон родилась 23 ноября 1961 года в Сундсвалле, лен Вестерноррланд. Активно заниматься греблей начала с раннего детства, проходила подготовку в Фагервикском каноэ-клубе в городе Тимро.
Первого серьёзного успеха на взрослом международном уровне добилась в 1980 году, когда попала в основной состав шведской национальной сборной и благодаря череде удачных выступлений удостоилась права защищать честь страны на летних Олимпийских играх в Москве. Участвовала в зачёте двухместных экипажей на дистанции 500 метров, вместе с напарницей Агнетой Андерссон сумела дойти до финальной стадии турнира и финишировала в решающем заезде пятой.
После московской Олимпиады Ульссон осталась в основном составе гребной команды Швеции и продолжила принимать участие в крупнейших международных регатах. Так, в 1981 году она побывала на чемпионате мира в английском Ноттингеме, откуда привезла награду бронзового достоинства, выигранную в четвёрках на пятистах метрах. В следующем сезоне на мировом первенстве в югославском Белграде взяла бронзу в двойках на пятистах метрах. Вскоре по окончании этих соревнований приняла решение завершить карьеру профессиональной спортсменки, уступив место в сборной молодым шведским гребчихам.